# Florești (okręg Gorj)
Florești – wieś w Rumunii, w okręgu Gorj, w gminie Țânțăreni. W 2011 roku liczyła 2744 mieszkańców.